# Gentiana scabrida
Espèce
Classification phylogénétique
Gentiana scabrida est une espèce végétale de la famille des Gentianaceae. C'est une plante annuelle ou bisannuelle, de 20 à 30 cm de hauteur, qui pousse sur pelouses alpines, de Taïwan, entre 2000 et 3500 m d'altitude.